# Berchtesgaden
Berchtesgaden is een oud stadje in het zuidoosten van Beieren, Duitsland, dat gelegen is in het dal van de Berchtesgadener Ache en dat omgeven wordt door hoge bergen. De bekendste berg is de Watzmann in Nationaal Park Berchtesgaden; omdat deze berg bestaat uit één hoge top en een aantal lagere wordt er gesproken over Watzmann mit Frau und Kindern. Het gebied waar Berchtesgaden in ligt wordt aan drie kanten begrensd door Oostenrijk. De gemeente leunt op het toerisme, maar tijdens de Tweede Wereldoorlog was het een belangrijke plaats in Duitsland: op de Obersalzberg, vlak bij Berchtesgaden, woonden Hitler en andere hoge nazi's.
Berchtesgaden telt 7.698 inwoners. De plaats heeft de status van Markt.

## Het vorstendom Berchtesgaden
Van 1156 tot 1803 was Berchtesgaden het centrum van een semi-onafhankelijk staatje dat geregeerd werd door de Prins-Proost van het klooster van Berchtesgaden.

## Berchtesgaden en hetDerde Rijk
Een heel ander deel van de geschiedenis van Berchtesgaden vond plaats in de periode tot en tijdens de Tweede Wereldoorlog. Hitler vestigde zich op de Obersalzberg en hield er vergaderingen met andere nazi's in de jaren 20. Nadat Hitler aan de macht was gekomen maakte hij van de Obersalzberg een nazi-berg waar de belangrijkste nazi's een eigen huis hadden. Hitler zelf kocht er in 1928 een huis dat hij tot een gigantisch complex liet verbouwen (het Berghof), dat via een tunnelstelsel in verbinding stond met de huizen van Göring en Martin Bormann. Verdedigingswerken werden aangelegd, luchtafweergeschut werd geïnstalleerd en er kwamen tuinen en kassen. De nederzetting kon dus volledig voor zichzelf zorgen. Producten kwamen ook van de boerderij van Hitler, de Gutshof, die verder beneden aan de weg naar Berchtesgaden gebouwd was en die ook bedoeld was als een soort modelboerderij voor nazi-Duitsland. Aan het einde van de oorlog werden de gebouwen van de Obersalzberg zwaar gebombardeerd. Wat rest zijn een aantal bewaard gebleven gebouwen en een aantal onherkenbare ruïnes. Bewaard zijn bijvoorbeeld de Gutshof, tot voor kort de Platterhof (wat toen een verblijf was voor Amerikaanse soldaten), het huis van Albert Speer en op een veel grotere hoogte het roemruchte Kehlsteinhaus.
Inmiddels is het gebied van de Obersalzberg door het Amerikaanse leger teruggegeven aan de Beierse Regering. Hotel Platterhof (onder de Amerikanen 'General Walker') is ondertussen afgebroken. Op die plek is nu een documentatiecentrum te vinden, waar ook de onderaardse gangen te bezoeken zijn. Verder is er een immens (ski)hotel gebouwd.

## Geboren in Berchtensgaden
- Kaspar Stangassinger (1871-1899), pater redemptorist en zalige
- Loni Liebermann (1949), fotografe

Ainring ·
Anger ·
Bad Reichenhall ·
Bayerisch Gmain ·
Berchtesgaden ·
Bischofswiesen ·
Freilassing ·
Laufen ·
Marktschellenberg ·
Piding ·
Ramsau b.Berchtesgaden ·
Saaldorf-Surheim ·
Schneizlreuth ·
Schönau a.Königssee ·
Teisendorf